# Milford Haven
Milford Haven, en galés Aberdaugleddau. Localidad de Gran Bretaña situada en el suroeste de Gales. Ubicada en Pembrokeshire, en el condado de Dyfed, a orillas de la bahía homónima. Posee una población aproximada de 14 000 habitantes. Está hermanada con la localidad francesa de Romilly-sur-Seine.
Entre los principales atractivos turísticos cabe destacar Fort Hubberstone, construido en 1865 para la defensa del puerto, los muelles, el museo, y las ruinas de un observatorio.

## Historia
El pueblo de Milford Haven se fundió en 1793, tras un acto de parlamento conseguido por Sir William Hamilton con la intención de establecer un puerto en la zona. Su nombre viene del estuario de Milford Haven, que durante siglos se utilizó como punto de preparación para viajes marítimos a irlanda, y como asilo por los Vikingos. Fue conocido como puerto seguro y se destaca en Cymbeline de William Shakespeare como "Milford bendecido". Fue la base de varias operaciones militares, que incluyen la invasión de Leinster por Richard FitzGilbert de Clare en 1167, la invasión de irlanda por Enrique II de Inglaterra en 1171, y la conquista de irlanda por Oliver Cromwell en 1649. Fuerzas que desembarcaron cerca del pueblo incluyen el refuerzo de la revuelta de Glyndŵr por Jean II de Rieux en 1405, 
y Enrique VII de Inglaterra antes de apoderarse de la Corona inglesa en 1485. Hacia finales del siglo XVIII, los dos riachuelos que limitan el pueblo se usaban en la carga y descarga de bienes, y varios asentamientos pequeños, que incluían una granja y una capilla medieval, ocupaban el sitio.

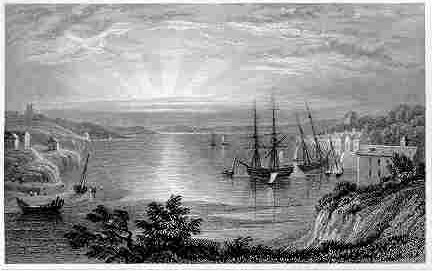
Grabado de Milford Haven en 1829 por Henry G. Gastineau

Sir William Hamilton, el fundador del pueblo, adquirió el terreno de su esposa, Catherine Barlow de Slebech. Su sobrino, Charles Francis Greville, les invitó a siete familias Cuáqueras de Nantucket y Martha's Vineyard que se instalaran en el nuevo pueblo, y desarrollaran una flota de balleneros. En 1800, tras la bancarrota de la empresa Jacobs & Sons, que estableció un astillero en 1797, Greville consiguió convencerle a Jean-Louis Barralier, de la armada británica, que alquilara el sitio para la construcción de buques de guerra.
Siete buques reales se botaron del astillero, que incluyeron HMS Surprise y HMS Milford. El pueblo fue construido según un diseño retículo, la idea de Barrallier.
Una iglesia se consagró en 1808, dedicada a Santa Catalina de Alejandría, en la parte subdesarrollada hacia el este del pueblo. A comienzos del siglo XVIIII, un coche postal operaba entre Londres y Hubberston, y el Milford and Pembrokeshire Bank fue establecido por Thomas Phillips. Tuvo un sucursal en el centro del pueblo, pero se quebró en 1810.

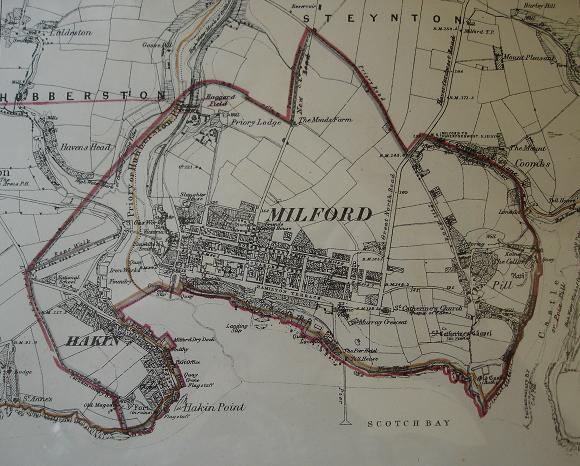
Callejero de Milford Haven 1868

En 1814, el Astillero Real se trasladó a Pembroke Dock. Cuando Robert Fulke Greville heredó la hacienda en 1824, inició un puerto comercial, que se convirtió en un centro de pesca. En 1849, el barrio de Hakin fue descrito como una zona de bastante construcción marítima, y en 1906, Milford Haven fue uno de los puertos pesqueros más grandes del Reino Unido, con su población en alza. En 1912, el Pembrokeshire Herald informó que "la pesca es la única industria de Milford....la población del pueblo se ha doblado como resultado".

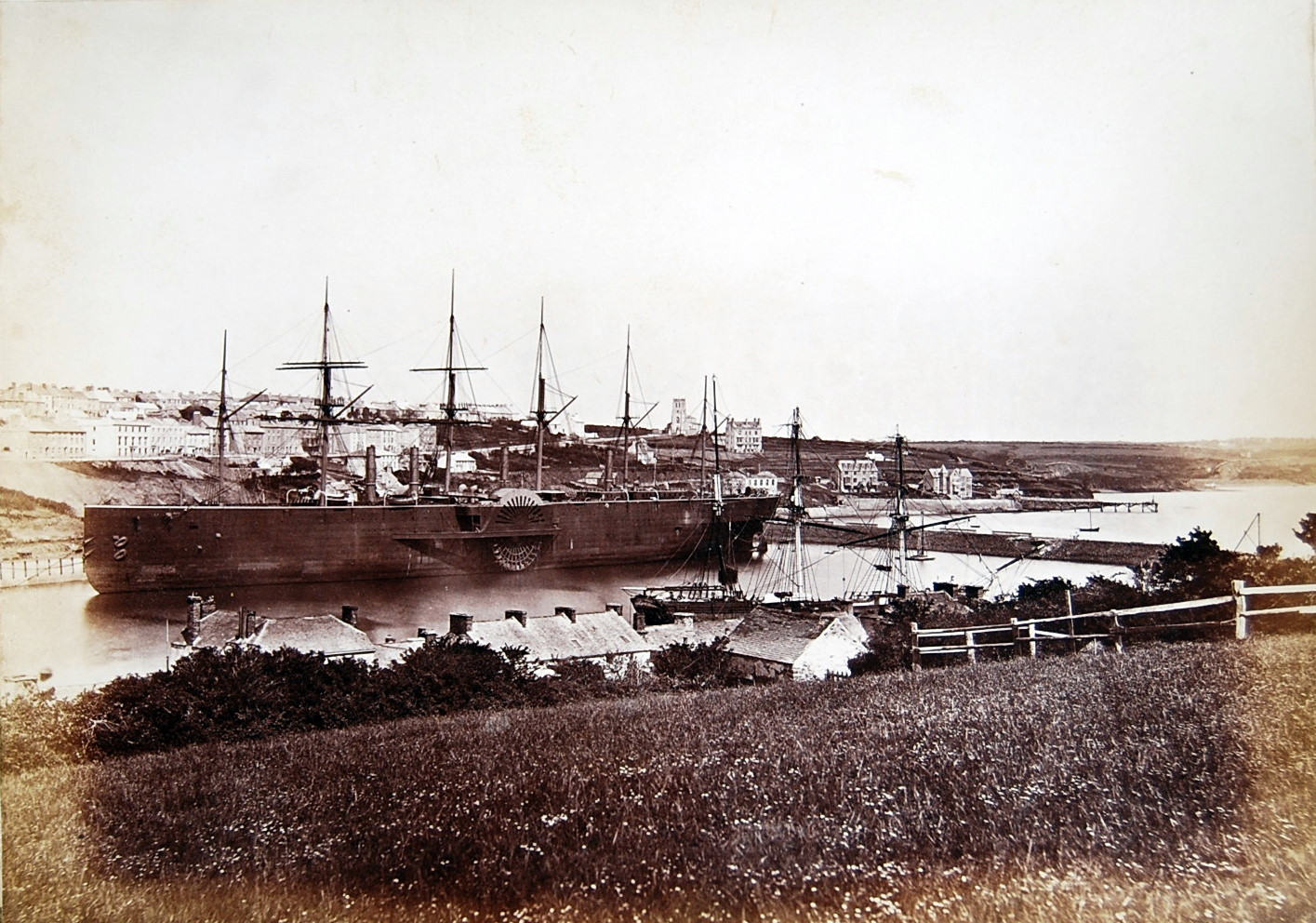
El SS Great Eastern anclado en Milford Haven, 1870s

En 1863, la red ferroviaria llegó a Milford, conectada con Haverfordwest y el resto de gales. En 1866, la línea se extendió hacia el puerto y el corralón de desguace. Entre 1875 y 1886, el The Great Eastern permaneció anclado en el puerto por reparaciones. Su llegada al puerto se proclamó como un ejemplo del tipo de buque que el puerto podría atraer.

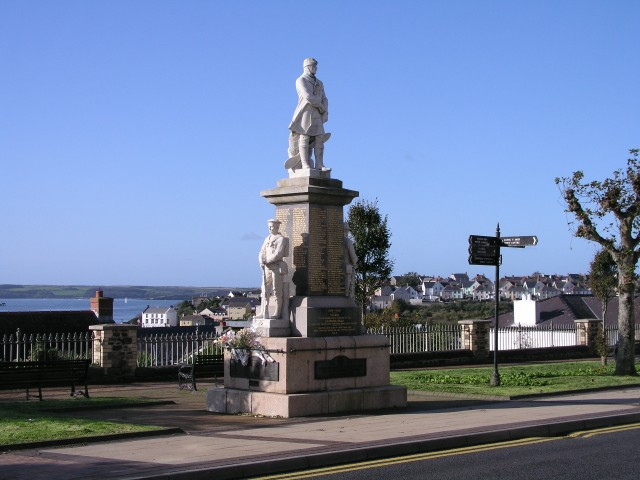
Monumento a los Caídos

En los 1850, empezó la construcción de una red de fortalezas en el estuario, diseñadas para proteger contra invasión francesa. Ejemplos incluyen Fort Hubberstone en Gelliswick y Scoveston Fort hacia el noreste del pueblo. En 1901, la población había alcanzado 5000, y en 1931 se había doblado a 10 104. El comienzo del siglo XX vio un aumento de urbanización en la región; entre 1918 a 1937, se construyeron 312 casas sociales, y servicios públicos como suministro de electricidad y alcantarillas se cumplieron. El Rath, una calle ajardinada con vistas del estuario, se construyó en esta época, y en 1939 el ayuntamiento se inauguró. También en 1939 se abrió una pileta descubierta.
Durante la Segunda Guerra Mundial, Milford Haven fue seleccionado como base para las fuerzas aliadas estadounidenses, y unos 1000 militares se alojaron en el pueblo en esta época. Construyeron una base anfibia y un hospital, y participaron en la preparación para los desembarques en Normandía. Pese a su importancia estratégica como centro de una industria de pesca, un almacén de minas, una fábrica de lino y la gran cantidad de militares, se le escapó mucho daño como resultado de bombardeos a lo largo de la guerra. Una bomba cayó en el verano de 1941 en el campo cerca de Priory Road, y un año más tarde, otra en Brooke Avenue. En ningún caso hubo fatalidades
En 1960, Esso cumplió la construcción de una refinaría petrolera cerca del pueblo, pese a la oposición de ecologistas. Otras empresas de petróleo importantes invirtieron en la región en la década siguiente. Por lo tanto, en 1974, Milford Haven disfrutaba de una industria petrolera de 58 554 000 toneladas anuales, tres veces más el volumen del resto de gales. En 1996 la región salió en las primeras páginas de los diarios mundiales cuando el petrolero MV Sea Empress encalló, que causó un derrame considerable. A comienzos de los 1980s, la refinería Esso era la segunda más grande del Reino Unido.

## Toponimia
La versión actual es una anglicanización, que tiene origines escandinavos. Del Nórdico antiguo derivan las palabras Melr, que significa cerro de arena, y fjordr, que significa fiordo o ensenada, que se juntaron para crear el nombre Milford. Con el paso del tiempo, el significado de Fiordo tuvo menos relevancia, y agregaron Haven para destacar su ubicación a las orillas de una desembocadura. El nombre gales, 'Aberdaugleddau', describe el estuario que es el punto de encuentro de los dos ríos Cleddau - 'Río Cleddau Blanco' (Afon Cleddau Wen) al oeste y 'Río Cleddau Negro' (Afon Cleddau Ddu) al este. El significado de 'Aber' se trata de un desbordo de un río, por lo tanto la descripción es una de dos ríos que se encuentran y forman un estuario. A partir de los 1970, se usa de vez en cuando la palabra Milffwrd, hasta en mapas turísticos.

## Geografía
El pueblo de Milford Haven yace a la orilla del norte del estuario del mismo nombre, que es una ría, o valle sumergido. Tiene una panorama de orillas arboladas bajas, riachuelos y llanuras de marea. Hay una degradación de hábitat en las llanuras como resultado del desarrollo industrial y comercial - hasta 45 por ciento en el riachuelo de Hubberston según un estudio.
El pueblo tiene un centro histórico según un diseño reticular, que pertenece al siglo XVIII, y que yace entre los riachuelos de Hubberston y Castle Pill. Este centro se extiende unos 500 metros hacia el interior. El crecimiento del pueblo en el siglo XX incluyó el agrandamiento de varios otros asentamientos. Hakin y Hubberston son más antiguos, ubicados hacia el oeste del pueblo principal. Steynton es una aldea medieval hacia el norte, ya no separada por la urbanización. Lower Priory, que aloja los restos de un priorato muy antiguo, se encuentra en un valle natural cerca de la aldea de Thornton.

## Gobernanza

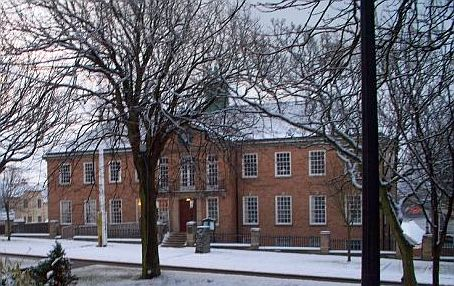
Ayuntamiento de Milford Haven en invierno

La comunidad de Milford Haven cubre un terreno de 1573 hectáreas (6,1 mi²) e incluye los distritos electorales de Milford Central, East, Hakin, Hubberston, North and West. La comunidad posee su propio ayuntamiento. El alcalde es el concejal Guy Woodham y el vicealcalde es la Concejala Mrs Y Southwell. Los seis distritos eligen un Concejal, que mandan a representarles en Pembrokeshire County Council, la representación del condado. Milford Haven formaba parte del condado histórico de Pembrokeshire, abandonado en 1974, cuando se unió al condado de Dyfed En 1996 una reorganización nacional reconstituyó el condado de Pembrokeshire. Milford forma parte de Preseli Pembrokeshire, representado en la Asamblea Nacional de Gales y el Parlamento del Reino Unido. El miembro de la Asamblea Galesa es Paul Davies del Partido Conservador, y el Miembro del Parlamento es Stephen Crabb, también conservador.

## Economía

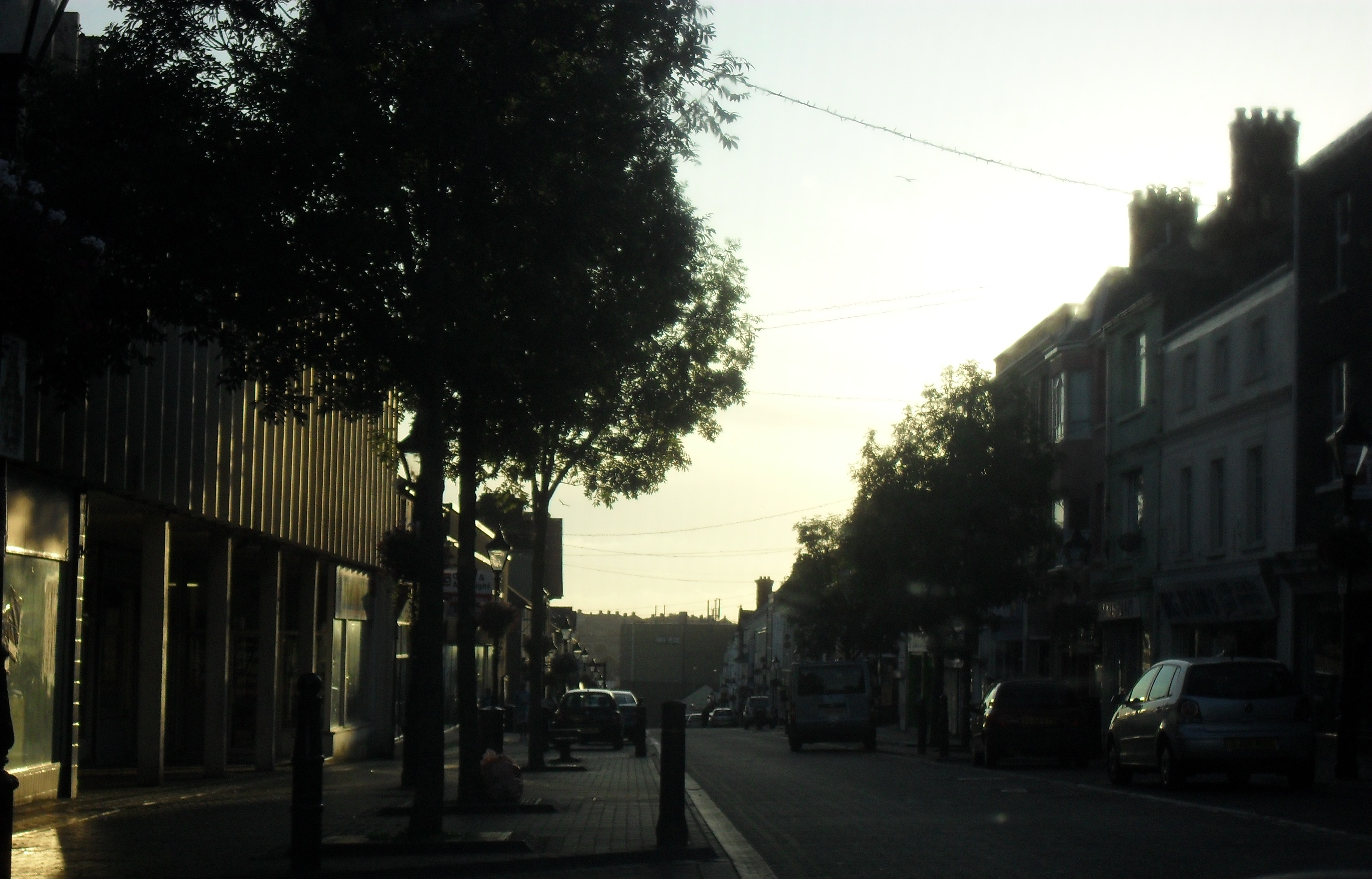
Charles Street, la histórica avenida comercial

Milford Haven tiene una historia económica de altibajos en construcción de naves, pesca, y como terminal ferroviario y marítimo. Durante las alzas, se decía que "cada día se cobraba". En 1921, 674 personas se identificaron como pescaderos, o obreros en la industria pescadera. El desarrollo de la industria petrolera también ayudó a enriquecer el pueblo. Sin embargo, las bajas han sido igual de severo, y durante el periodo de entreguerras, Milford se reconoció oficialmente en apuros. En los 1980s y 1990s, la tasa de desempleo podía alcanzar el 30%, y la industria principal de petróleo solo ofrecía unos 2,000 puestos de trabajo, directos o indirectos. Hacia el siglo XXI, su suerte ha cambiado con la llegada de un terminal de Gas natural licuado y el oleoducto South Wales Gas Pipeline.

## Deporte y ocio
El pueblo cuenta con un polideportivo (con pileta de 25 metros, pistas de squash y tenis, y un estudio de baile), clubes de rugby y fútbol. Hay un club de golf en las afueras del pueblo, que se fundió en el año 1913. Hay un club náutico en Gelliswick, fundado en 1923. En 1991, el puerto se re-nombró como Marina, o puerto deportivo. Ya cuenta con restaurantes, bares, comercio, un museo y una bolera. El puerto alberga 360 amarraderos para uso privado.

## Arquitectura
La arquitectura de Milford Haven se divide en tres épocas de construcción. Edificios que antedatan la fundación oficial del pueblo en 1790 son escasos. Estos incluyen el priorato medieval de Pill, y una 'capilla faro' del siglo XII.

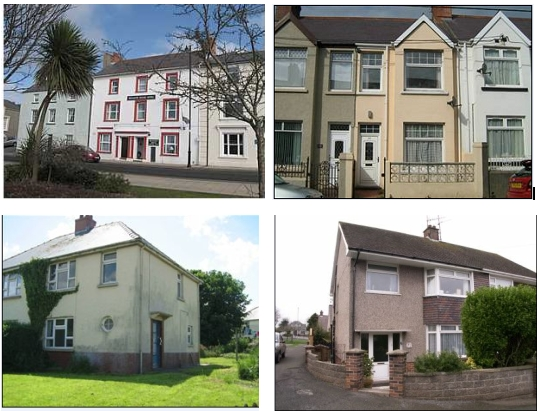
Arquitectura en Milford Haven: desde arriba 1 Petit hôtel georgiano, 2 Terraced House del, 3 Casa social de los 1930s, 4 Casa privada de los 1960s

El periodo de construcción inicial del siglo XVIII se ubica en el centro del pueblo, las tres avenidas paralelas de Hamilton Terrace, Charles Street y Robert Street. Propiedades georgianas de tres pisos, tanto domésticas como comerciales, se encuentran a lo largo de la ruta principal que corta el pueblo, con vistas del puerto y del estuario. A finales del siglo XVIIII, el terreno hacia el norte del centro se le desarrollaban. Para alojar la población en alza, calles largas de Terraced Houses se construyeron, (por ejemplo Starbuck Road y Shakespeare Avenue) que paulatinamente crecieron, devorando el campo hasta Marble Hall Road en el norte, y el riachuelo de Pill en el este. El Great North Road siguió un camino hacia el norte, cortando el pueblo en dos partes. Propiedades privadas suburbanas, unifamiliares y dúplex, fueron construidas en terreno que miraba hacia el estuario, y a lo largo de Steynton Road. A comienzos del siglo XX, se reconoció la necesidad de ofrecer alojamiento a familias pobres. Como resultado, se compró mucho terreno agricultural, para construir urbanizaciones de casas sociales. Estas incluyen Howarth Close, Haven Drive y The Glebelands Estate. Transformaron distritos anteriormente rurales en espacios urbanos, y contribuyó a la densidad de Milford Haven. Urbanizaciones se construyeron a lo largo del siglo XX, la más grade y famosa siendo el Mount Estate, donde acontecieron algunos incidentes de violencia.

## Atracciones turísticas

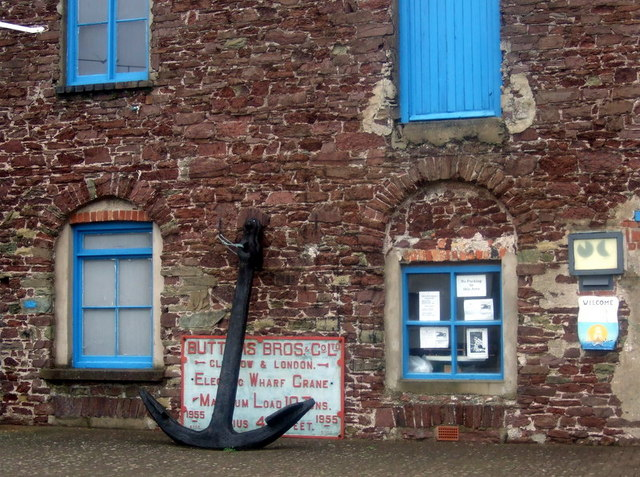
El museo de Milford Haven

Atracciones incluyen la fortaleza Hubberstone, construida en 1863 para la defensa del estuario como resultado de las recomendaciones del Royal Commission on the Defence of the United Kingdom. Ubicada en la bahía de Gelliswick, tiene un aspecto excelente hacia el oeste del pueblo, que da al estuario. Propiedad de Miford Haven Port Authority, el sitio actualmente no se encuentra abierto al público. En 2011, se nombró uno de los sitios arqueológicos más vulnerables del reino unido por la revista British Archaeology Magazine.
En Hakin, se encuentran las ruinas de un observatorio, construido como parta del instituto "The College of King George the Third founded at Milford". Su construcción se abandonó en 1809. El museo de Milford Haven, ubicado en el centro del pueblo cerca del puerto, se aloja en unos de los edificios más antiguos del pueblo, la aduana. Construida en 1797 por el arquitecto Jernigan de Swansea, se dedicaba al abastecimiento de aceite de ballenos, con destino a Londres. The Rath es una calle ajardinada, con vistas del estuario. El terreno se usó en el siglo XVIII como artillería, y su borde hacia el este fue el sitio de una fortaleza Realista construida por Carlos I. En los 1930, le convirtieron en una piscina pública, y otra vez en los 1990 en un jardín acuático. 

## Cultura y comunidad

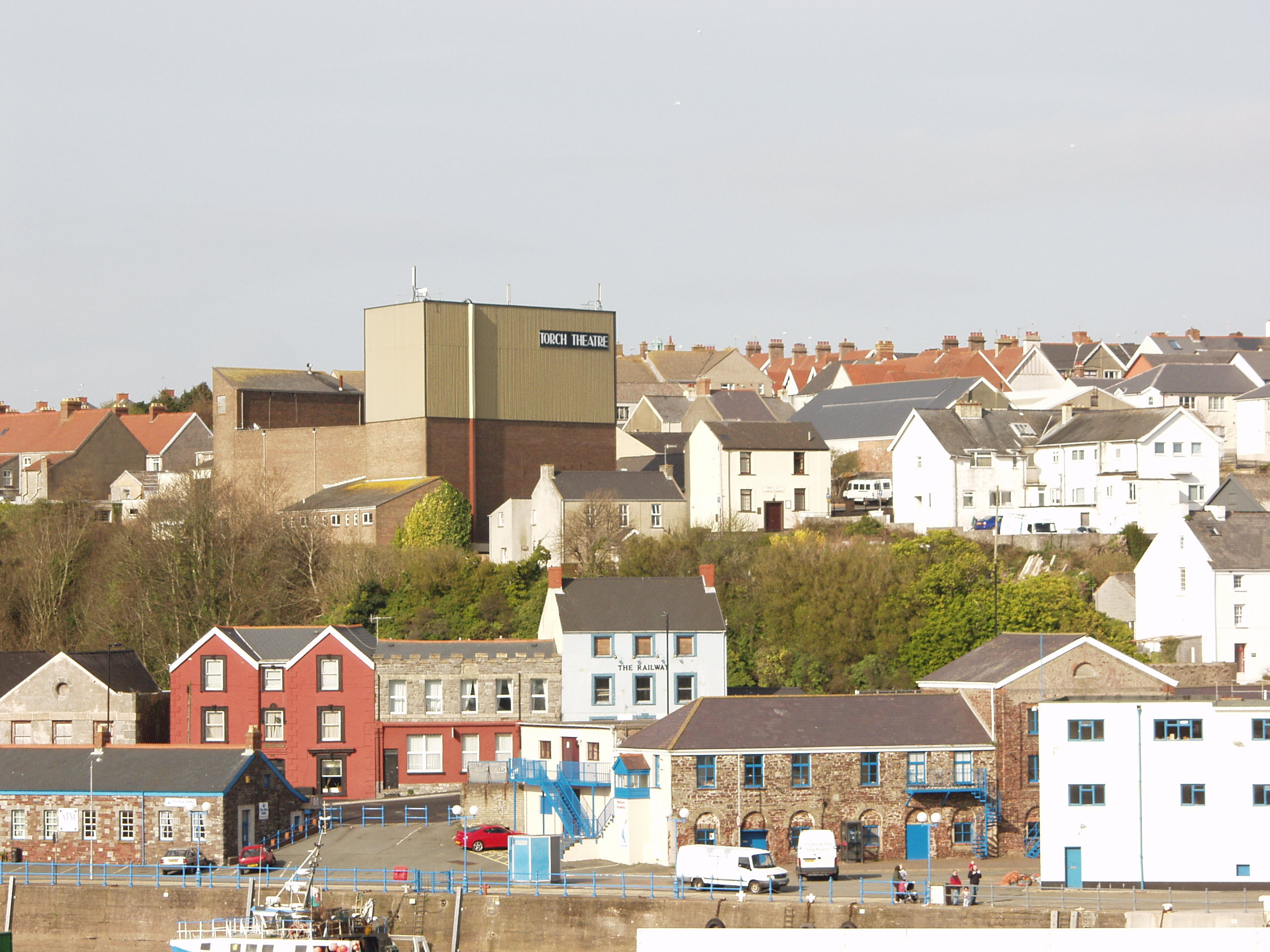
El Teatro Torch, visto desde Hakin

El Torch Theatre se abrió en 1977, diseñado por al arquitecto Monty Minter, y posee su propia compañía de teatro. El Pill Social Centre, inaugurado en los 50, es un espacio comunitario, en que tocaron The Who y Gerry and the Pacemakers. Festivales anuales incluyen el Pembrokeshire Fish Week en junio, y el carnaval en julio. La biblioteca de Milford Haven ofrece colecciones de ficción e interés local, también acceso al Internet. El museo de Milford Haven, ubicado en el puerto, aloja una colección que se dedica a la historia marítima del pueblo.
El Milford & West Wales Mercury , fundado en 1992, es un diario semanal que se vende en el pueblo y la zona del oeste de Pembrokeshire. Varias caridades tienen oficinas en el pueblo, que incluyen Pembrokeshire Action To Combat Hardship y Gwalia. La urbanización The Mount Estate resultó el tema principal de un documental de la BBC, que fue criticado en el pueblo y por los residentes por su representación. Milford Haven tiene acuerdos de hermanamiento con Romilly-sur-Seine, Francia y Uman, Ucrania.

## Demografía y población
| Cremimiento de la Población en Milford Haven desde 1841 | Cremimiento de la Población en Milford Haven desde 1841 | Cremimiento de la Población en Milford Haven desde 1841 | Cremimiento de la Población en Milford Haven desde 1841 | Cremimiento de la Población en Milford Haven desde 1841 | Cremimiento de la Población en Milford Haven desde 1841 | Cremimiento de la Población en Milford Haven desde 1841 | Cremimiento de la Población en Milford Haven desde 1841 | Cremimiento de la Población en Milford Haven desde 1841 | Cremimiento de la Población en Milford Haven desde 1841 | Cremimiento de la Población en Milford Haven desde 1841 | Cremimiento de la Población en Milford Haven desde 1841 | Cremimiento de la Población en Milford Haven desde 1841 | Cremimiento de la Población en Milford Haven desde 1841 | Cremimiento de la Población en Milford Haven desde 1841 |
| Año                                                     | 1841                                                    | 1851                                                    | 1861                                                    | 1871                                                    | 1881                                                    | 1891                                                    | 1901                                                    | 1911                                                    | 1921                                                    | 1931                                                    | 1951                                                    | 1961                                                    | 1971                                                    | 2001                                                    |
| ------------------------------------------------------- | ------------------------------------------------------- | ------------------------------------------------------- | ------------------------------------------------------- | ------------------------------------------------------- | ------------------------------------------------------- | ------------------------------------------------------- | ------------------------------------------------------- | ------------------------------------------------------- | ------------------------------------------------------- | ------------------------------------------------------- | ------------------------------------------------------- | ------------------------------------------------------- | ------------------------------------------------------- | ------------------------------------------------------- |
| Población                                               | 2377                                                    | 2837                                                    | 3007                                                    | 2836                                                    | 3812                                                    | 4070                                                    | 5102                                                    | 6399                                                    | 7772                                                    | 10 104                                                  | 11 710                                                  | 12 802                                                  | 13 760                                                  | 13 096                                                  |
| Fuente: Vision of Britain & Field Studies Journal       |                                                         |                                                         |                                                         |                                                         |                                                         |                                                         |                                                         |                                                         |                                                         |                                                         |                                                         |                                                         |                                                         |                                                         |

## Educación

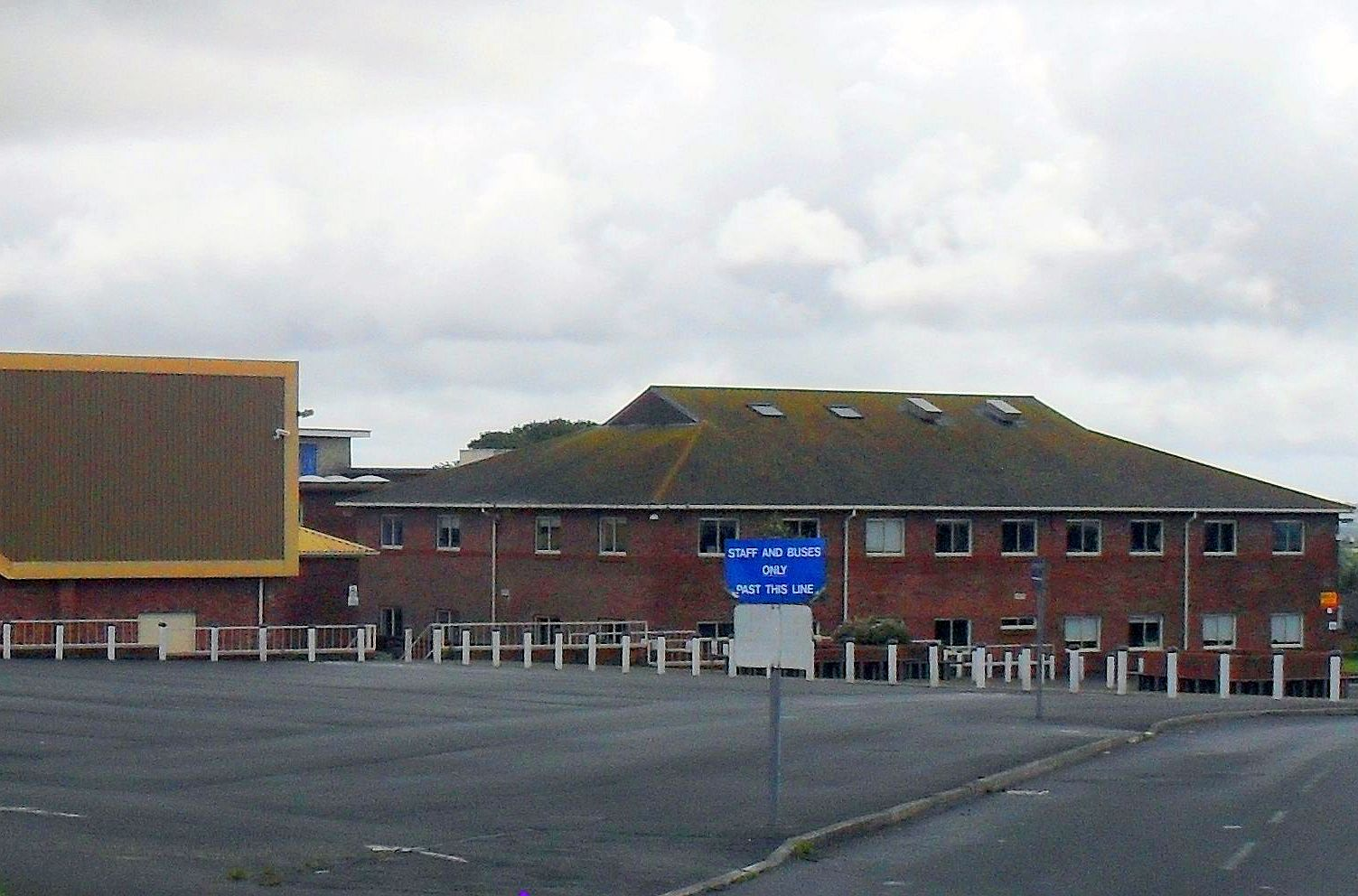
Colegio de educación secundaria de Milford Haven

Milford Haven dispone de seis escuelas de educación estatal infantil y primaria. En Hakin, hay las escuelas Hakin Junior School, Hakin Infants and Nursery, y Hubberston Church in Wales VC Nursery and Primary, una institución voluntaria. San Francisco ofrece una educación católica. El secundario del pueblo se llama Milford Haven School, un colegio grande de admisión integrada, con una inscripción de 1200 alumnos. MITEC es un colegio de construcción de naves e ingeniería marítima, ubicado en el puerto.

## Religión

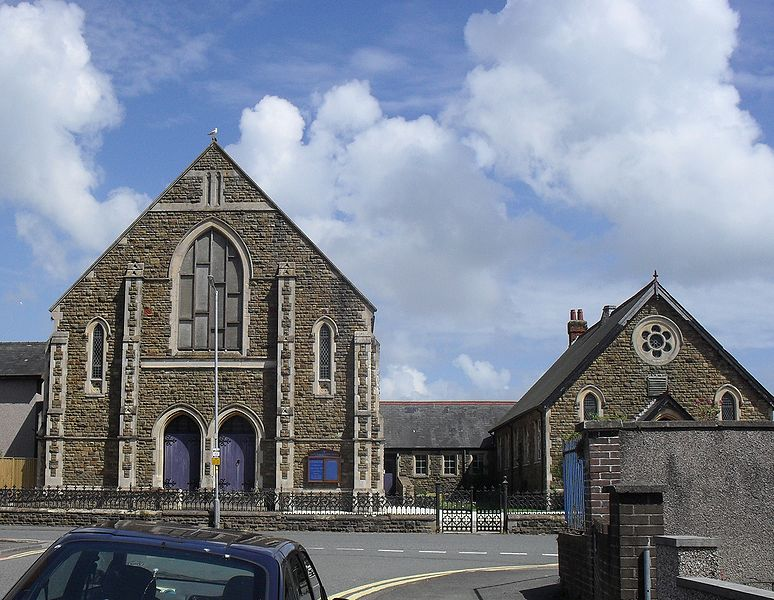
La iglesia metodista de Priory Road, 1902

Milford Haven se identifica casi exclusivamente como cristiano. El edificio religioso más antiguo del pueblo es el priorato del Orden de San Benito, conocido como Pill Priory, que se disolvió durante el reino de Enrique VII. Otros edificios antiguos incluyen la capilla de Tomás Becket, una 'capilla faro', construida en el siglo XII.
El primer edificio religioso construido tras la fundación de Milford Haven fue la iglesia de Santa Caterina y Simón Pedro, considerada la iglesia principal del pueblo debido a su ubicación central y su contribución por Charles Francis Greville, el fundador de Milford Haven. Otros edificios anglicanos incluyen el San David en Hubberston, Santa María (1927) y la iglesia del Espirito Santo (1971) en Hakin, y San Pedro y San Cewydd en Steynton. En 2000, la iglesia de Santa Clara de Asís se cerró, que dejó una sola Iglesia católica en el pueblo, San Francisco de Asís. Los Baptistas se congregan en la iglesia de North Road, construida en 1878. Cerca del puerto se encuentra la casa de la Sociedad Religiosa de los Amigo, construida en 1811 por los fundadores originales del pueblo. Miembros de la Iglesia Reformada Unida rezan en la Priory Road Methodist Church (1902), Hakin Point, y la URC Tabernacle.

## Transporte

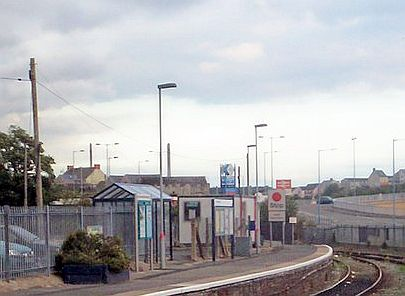
Vista de Milford Haven Railway Station

La ruta principal hacia el pueblo es la A4076 desde Haverfordwest, que conecta con la ruta A40. El centro del pueblo se basa entre tres calles paralelas. La ruta hacia Hakin y el lado oeste del pueblo sigue la A4076, cruzando el puente Victoria cerca del puerto.
El pueblo dispone de servicios de autobús, dirigidos por empresas independientes y Pembrokeshire County Council. Destinos incluyen Haverfordwest, Pembroke y St Davids. National Express ofrece un servicio a Londres y a Birmingham vía Steynton.
Milford Haven railway station se encuentra en el centro del pueblo. La estación, inaugurada en 1856, conecta con el West Wales Line hacia Mánchester vía Carmarthen, Swansea, y Cardiff. Propiedad de Arriva Trains Wales, la estación cuenta con una sola plataforma, y es el terminal de la línea.

## Personas destacadas
- Sarah Waters - escritora]]
- Howell Davies, pirata nacido en 1680. Le dispararon en la isla portuguesa de Príncipe.[79]
- Isaac Davis, marinero que se convirtió en consejero en el corte de Kamehameha I y participó en la formación del reino de Hawái.[80]
- Arthur Symons, poeta, crítico y editor de The Savoy, introductor del simbolismo en el Reino Unido. Nacido en 1865[81]
- Charles Norris, artista topográfico, que vivió en el pueblo entre 1800 a 1810.[82]
- Helen Watts, una mezzosoprano y contralto. Estudió en la Royal Academy of Music, y en 1978 fue condecorada Commander of the Order of the British Empire.[83]
- George Winter, actor que apareció en las películas Scum y All Quiet On The Western Front.[84]
- Sarah Waters, escritora y autora de El lustre de la perla y Fingersmith. Aunque nacida en Neyland, asistió el secundario de Milford Haven.[85]
- Sir James Frederick Rees, nacido en 1883 e hijo de un obrero marítimo del pueblo. Terminó su carrera como director de la Universidad de Cardiff.[86]
- Timothy Everest, sastre y diseñador, quien comenzó su carrera profesional en el pueblo.[87]
- Robert Hughes, jugador de dardos, que ganó el campeonato Wales National Darts Championship en 2005[88]
- Andrew Salter, jugador de crícket, un bateador del equipo Cardiff MCC University.[89]
- William Davies Evans, ajedrecista célebre por ser el padre de uno de los gambitos más famosos del ajedrez: el Gambito Evans[90]
- Charles George Gordon, un oficial del Ejército Británico, del Cuerpo de Ingenieros Reales y administrador colonial. Se le recuerda sobre todo por sus campañas en China y en el norte de África. Se le asignó la construcción de varias fortificaciones en el estuario de Milford Haven[91]
- Hubert William Lewis, galardonado la Cruz Victoria por su coraje durante la Primera Guerra Mundial.[92]
- W.G. "Gugs" Gwilliam recibió la Medalla a la Gallardía Eminente por su valor mientras servía en la armada británica a bordo el HMS Exeter durante la Batalla del Río de la Plata[93]
- Robert Fulke Greville y su tío Charles Francis Greville, quienes mejoraron y agrandaron el pueblo de Milford Haven como comunidad comercial y moderna.
- John Cooper, asesino en serie, nacido en el pueblo. En 2011 fue condenado por el asesino de los hermanos Richard y Helen Thomas en su mansión cerca del pueblo en 1985, y de Peter y Gwenda Dixon en la parque nacional de la costa de Pembrokeshire en 1989.[94][95] También fue condenado por la violación de una joven en un bosque cerca del pueblo en 1996.[96]